# Tapis de Meshkin
 (juillet 2016).
Le tapis de Meshkin est un type de tapis persan. Il est noué dans la ville du même nom, à la frontière du  Caucase, ce qui se remarque dans les motifs de ses décors, d'inspiration purement caucasienne.

## Description
Le décor est d'inspiration caucasienne, c’est-à-dire géométrique. Le motif le plus répandu est constitué de rangées de losanges sur fond uni. 
Une des particularités de ses tapis est que la bordure la plus à l'extérieur est d'une teinte unie semblable à celle du fond du tapis.